# アイオライト (藤城リエの曲)
「アイオライト」は、藤城リエの1枚目のシングル。2020年5月21日にリリースされた。

## 概要
2020年1月31日にCAMPFIREの楽曲&MV制作プロジェクトにて制作された藤城リエの1枚目のシングル。
クラウドファンディングページ公開直後に限定リターンはすべて完売し、目標金額200%以上を達成。最終的に745人の支援を集め、支援金額は6,445,936円にまで達した。
ジャケット写真は「アイオライト」と「BIRTHDAY BLUE」のイメージから『青』をモチーフに撮影された。
「アイオライト」の作詞をしたWISTERIAは藤城リエの作詞家名義。

## 収録曲

### CD
1. アイオライト [4:30]
作詞：WISTERIA、作曲・編曲：野崎心平
2. BIRTHDAY BLUE [4:53]
作詞・作曲・編曲：上里洋志
3. アイオライト instrumental ver [4:30]
4. BIRTHDAY BLUE instrumental ver [4:53]

### Blu-ray
1. アイオライト MUSIC VIDEO
2. メイキング集